# Anton Frisch (Politiker, 1954)
Anton Frisch (* 7. November 1954 in Innsbruck) ist ein ehemaliger österreichischer Politiker (FPÖ).
Frisch  besuchte von 1962 bis 1966 die Volksschule in Kufstein und absolvierte danach das Bundesrealgymnasium in Kufstein, das er 1974 mit der Matura abschloss. Seit 1974 ist Frisch für das Österreichische Bundesheer tätig und war zunächst Zeitoffizier. Danach begann er 1977 eine Ausbildung an der Theresianischen Militärakademie in Wiener Neustadt, die er 1981 erfolgreich beendete. Nach seiner Ausmusterung aus der Militärakademie war Frisch von 1981 bis 1982 Kompanieoffizier, danach bis 1985 Kompaniekommandant und 1985 in Stabsfunktion tätig. Daneben studierte Frisch zwischen 1986 und 1991 Rechtswissenschaft an der Universität Innsbruck und absolvierte von 1988 bis 1989 einen Intendanzkurses in Wien. Frisch war von 1985 bis 1992 zugeteilter Intendanzoffizier, danach bis 1995 rechtskundiger Offizier, bevor er 1995 die Leitung der Intendanzabteilung übernahm. 
Frisch war von 2004 bis 2008 sowie von 2010 bis 2016 Mitglied des Gemeinderates der Stadtgemeinde Kufstein und vertrat die FPÖ von 2008 bis 2013 im Tiroler Landtag. Zudem war Frisch Bezirksobmann der FPÖ Kufstein. 